# Денгизский уезд
Денгизский уезд — административно-территориальная единица Букеевской губернии Киргизской АССР, существовавшая в 1922—1925 годах.
Денгизский уезд с центром в с. Ганюшкино был образован 6 мая 1922 года на территории упразднённых I и II Приморских уездов (округов). Первоначально в уезде было 15 кочевых волостей:
- Актюбинская
- Бастауская
- Ганюшкинская
- Жиделинская
- Когарнинская
- Куркубинская
- Майлинская
- Манашевская
- Мынтюбинская
- Николаевская
- Сасык-Тауская
- Сафоновская
- Синеморская
- Уш-Черкетовская
- Чулановская

6 апреля 1923 года число волостей было сокращено и их осталось 7:
- Актюбинская. Центр — урочище Ак-Тюбе
- Бастауская. Центр — урочище Баст
- Куркубинская. Центр — урочище Жидели
- Манашевская. Центр — урочище Манаш
- Мынтюбинская. Центр — урочище Мынтюбе
- Синеморская кочевая
- Уш-Черкетовская. Центр — урочище Джанбай

18 мая 1925 года Денгизский уезд был упразднён. Его территория отошла к Букеевскому уезду Уральской губернии.